# Cezary Szyfman
Cezary Szyfman – polski śpiewak (baryton) i pedagog.
Absolwent Akademii Muzycznej im. Fryderyka Chopina w Warszawie (klasy prof. Michała Szopskiego i prof. Kazimierza Pustelaka). Profesor sztuk muzycznych (2014). Prowadzi działalność pedagogiczną na Uniwersytecie Muzycznym Fryderyka Chopina – Wydział Instrumentalno-Pedagogiczny w Białymstoku oraz na Akademii Teatralnej im. Aleksandra Zelwerowicza w Warszawie – Wydział Sztuki Lalkarskiej w Białymstoku.
Współpracownik wielu zespołów kameralnych: Ars Nova, Bornus Consort, Camerata Cracovia, Concerto Polacco, Il Canto, Il Tiempo.
Brał udział w nagranich płyt nagrodzonych Fryderykami:
- 1996: Psalmy - Gomółka, Kochanowski - Ars Nova, Il Tiempo (Dux); kategoria Album Roku Muzyka Dawna
- 2011: Bartłomiej Pękiel - Missa Brevis, Missa Pulcherrima, Motety - Il Canto (Dux); kategoria Album Roku Muzyka Dawna i Barokowa

Wraz z zespołem Il Canto zdobył nagrody na konkursach zespołów wokalnych w Tampere (Finlandia), Arezzo (Włochy) i Gorizia (Włochy).